# Orucó

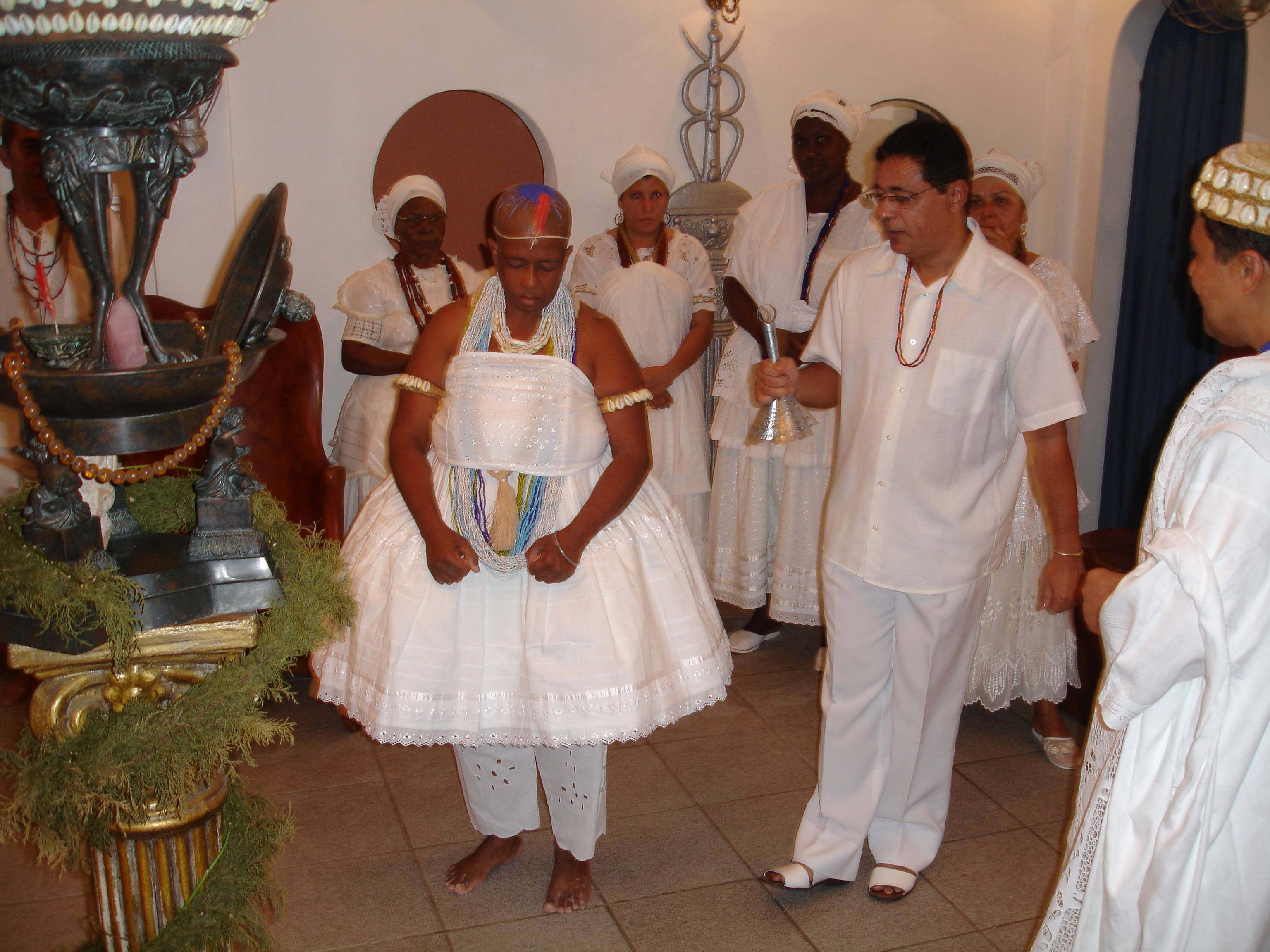
Oruncó

Orucó (em iorubá: Orúkọ) ou, na forma menos correta, oruncó, é o nome da cerimônia pública religiosa em que todos os orixás obrigatoriamente têm que ecoar, no dia especial, o chamado nome do santo (feitura de santo), na presença de todos os irmãos, filhos e adeptos. Momento mais esperado da iniciação Queto, é um ritual de grande tensão e de expectativa por parte dos sacerdotes que contribuíram para a sagrada iniciação, no qual pode ser afirmado (ou negado) pelo noviço que tudo foi bem feito; em caso positivo, ouve-se um grito triunfal do seu orucó, e todos os iaôs eleguns que não tem obrigação de sete anos (odu ejé) entram em transe.